# Иванов, Георгий Яковлевич
Георгий Яковлевич Иванов (6 мая 1925, Гуськи, Ново-Николаевская губерния — 15 сентября 1994, Москва) — участник Великой Отечественной войны, заряжающий орудия истребительно-противотанковой батареи 44-й мотострелковой бригады (1-й танковый корпус, 2-я гвардейская армия, 1-й Прибалтийский фронт), младший сержант. Герой Советского Союза (1945).

## Биография
Родился 6 мая 1925 года в селе Гуськи Чулымской волости Каинского уезда Новониколаевской губернии (ныне посёлок не существует, урочище Гуськи находится в Чулымском районе Новосибирской области) в семье рабочего. Русский.
В 1931 году вместе с родителями переехал в Читинскую область, где окончил 9 классов. Жил в Байцетуй Шилкинского района. Началась война и он пошёл работать шахтёром на Киинский прииск треста «Забайкалзолото».
В январе 1943 года Шилкинским райвоенкоматом призван в армию. В запасном полку получил специальность заряжающего артиллерийского орудия. Боевое крещение принял весной 1944 года на 1-м Прибалтийском фронте. Воевал в составе истребительно-противотанковой батареи 44-й мотострелковой Полоцкой бригады. Отличился в боях за освобождение Прибалтики.
19 августа 1944 года в бою при отражении вражеских контратак западнее города Шяуляй (Литва) младший сержант Иванов в составе орудийного расчёта уничтожил 8 танков, 5 автомашин и до 2 рот пехоты противника.
Войну закончил в день падения Кёнигсберга, получив тяжёлое ранение. После войны был демобилизован.
Вернувшись в г. Шилку, окончил десятый класс, позднее — Московский государственный университет им. М. В. Ломоносова. В 1947 году вступил в ВКП(б)/КПСС.
Жил в городе Москве по адресу: Волоколамское шоссе, 6. Работал преподавателем в заочном политехническом институте.
Умер 15 сентября 1994 года. Похоронен в городе Долгопрудный Московской области на Южном кладбище (участок № 28).

## Память
- В Новосибирске имя Иванова Георгия Яковлевича увековечено на Аллее Героев у Монумента Славы.

## Награды
- Указом Президиума Верховного Совета СССР от 24 марта 1945 года за образцовое выполнение заданий командования и проявленные мужество и героизм в боях с немецко-фашистскими захватчиками младшему сержанту Иванову Георгию Яковлевичу присвоено звание Героя Советского Союза с вручением ордена Ленина и медали «Золотая Звезда» (№ 8277). Награды вручены в Кремле 12 апреля 1947 года.
- Награждён также орденами Отечественной войны I-й степени, Красной Звезды, медалями[4].